# 1376
1376 је била преступна година.

## Смрти

### Мај
- 8. јун — Едвард Црни Принц, енглески принц и војсковођа